# جون جوستين (منافسة ألعاب القوى)
جون جوستين (بالإنجليزية: June Heath)‏ هي منافسة ألعاب القوى أسترالية، ولدت في 29 يونيو 1929.

## وصلات خارجية
- جون جوستين على موقع النتائج التاريخية لألعاب القوى الأسترالية (الإنجليزية)
- جون جوستين على موقع اللجنة الأولمبية الدولية (الإنجليزية)
- جون جوستين على موقع أوليمبيديا (الإنجليزية)
- جون جوستين على موقع اللجنة الأولمبية الأسترالية (الإنجليزية)